# محمدرضا رهبری
محمدرضا رهبری (زادهٔ ۵ دی ۱۳۶۱) بازیگر ایرانی است. رهبری در سال ۱۳۸۵ با سریال گلریزان شناخته شد و با ایفای نقش سینا در سریال میوهٔ ممنوعه توانست به شهرت برسد.

## زندگی‌نامه
محمدرضا رهبری فعالیت خود را از سال ۱۳۸۱ با کلاس بازیگری آغاز کرد و بعد از آن در دانشگاه بازیگری خواند. قبل از اینکه وارد دانشگاه شود و قبل از کلاس بازیگری در تئاتر بازی می‌کرد. اولین سریال او گل‌ریزان بود. وی همچنین در برنامه «موج نو تاکسی» مجری بوده که سال ۸۴ از شبکه دو پخش شد و می‌توان گفت با آن برنامه معرفی شد. سپس با سریال میوه ممنوعه (مجموعه تلویزیونی) (نقش سینا) را بازی کرد و با آن سریال بیشتر دیده شد. محمدرضا رهبری در سال ۱۴۰۰ در فصل چهارم سریال بچه مهندس به ایفای نقش پرداخت.

## فیلم‌شناسی

### سینما
| سال  | نام        | کارگردان      | منبع          |
| ---- | ---------- | ------------- | ------------- |
| ۱۳۸۸ | هشت چهار   | علی بیابانی   | [ ۱۴ ]        |
| ۱۳۹۰ | شانه دوست  | محسن محسنی‌نسب | [ ۱۵ ]        |
| ۱۳۹۶ | بهت (فیلم) | عباس رافعی    | [ ۱۶ ]        |
| ۱۳۹۷ | ایکس لارج  | محسن توکلی    | [ ۱۷ ]        |
| ۱۳۹۸ | سرزمین آبی | علی فخر موسوی | [ ۱۸ ] [ ۱۹ ] |
| ۱۳۹۹ | گیج‌گاه     | عادل تبریزی   | [ ۲۰ ]        |
| ۱۴۰۱ | انفرادی    | مسعود اطیابی  |               |

### فیلم تلویزیونی
انتخاب ویژه، کارگردان: مسعود تکاور، ۱۳۹۷

### مجموعه تلویزیونی
| سال  | نام                      | کارگردان                                         | منبع                 |
| ---- | ------------------------ | ------------------------------------------------ | -------------------- |
| ۱۳۸۲ | بچه‌های خیابان            | همایون اسعدیان                                   |                      |
| ۱۳۸۴ | گلریزان                  | مسعود رشیدی                                      |                      |
| ۱۳۸۶ | میوه ممنوعه              | حسن فتحی                                         | [ ۲۲ ] [ ۲۳ ]        |
| ۱۳۸۸ | به کجا چنین شتابان       | ابوالقاسم طالبی                                  |                      |
| ۱۳۸۸ | عبور از پاییز            | مسعود شاه‌محمدی                                   |                      |
| ۱۳۹۲ | دولت مخفی                | عبدالحسن برزیده                                  | [ ۲۴ ]               |
| ۱۳۹۳ | آخرین بازی               | حسین سهیلی‌زاده                                   |                      |
| ۱۳۹۴ | دوردست‌ها                 | جواد ارشاد                                       | [ ۲۵ ]               |
| ۱۳۹۵ | چرخ فلک                  | عزیزالله حمیدنژاد، بهرام عظیم‌پور و احسان عبدی‌پور |                      |
| ۱۳۹۵ | پرستاران                 | علیرضا افخمی ، شهرام شاه حسینی ، شهرام شاه‌حسینی  | [ ۲۶ ]               |
| ۱۳۹۹ | راه و بیراه              | داود بیدل                                        | [ ۲۷ ]               |
| ۱۳۹۹ | خانه امن                 | احمد معظمی                                       |                      |
| ۱۴۰۰ | دادزن (مجموعه تلویزیونی) | سیامک خواجه وند                                  | [ ۲۸ ]               |
| ۱۴۰۰ | بچه‌مهندس (فصل چهارم)     | احمد کاوری                                       | [ ۲۹ ] [ ۳۰ ] [ ۳۱ ] |
| ۱۴۰۱ | آزادی مشروط              | مسعود ده‌نمکی                                     |                      |
| ۱۴۰۲ | رستگاری                  | مسعود ده‌نمکی                                     |                      |
| ۱۴۰۲ | سرنخ                     | آریا طاهری                                       |                      |
| ۱۴۰۲ | هفت سر اژدها             | ابوالقاسم طالبی                                  |                      |